# محمد الكحلاوي
محمد الكحلاوي (1 أكتوبر 1912 - 5 أكتوبر 1982)، ممثل ومطرب ومنشد ديني مصري. ولد بمنيا القمح بمحافظة الشرقية في 1 أكتوبر 1912 م يتيمًا بعدما توفيت والدته أثناء ولادته ولحق بها أبوه وهو لا يزال طفلاً. وتربى في أسرة فنية حيث احتضنه خاله الفنان محمد مجاهد الكحلاوي الذي كان معاصرًا للفنان صالح عبد الحي وكان ذا صيت في ذلك. كان لملازمته لخاله -معلّمه- في حفلاته الأثر الكبير، حيث تشبع بالحياة الفنية منذ صغره وورث عنه الصوت الجميل والأداء المتميز وكذلك لقبه!.
عمل موظفا في السكك الحديدية بدا حياته في انشاد المواويل الشعبية ثم ترك وظيفته والتحق بفرقة عكاشة وعمل بالإذاعة من نشاتها عام 1934 انتخب نقيبا للموسيقيين عام 1945 لكنه تنازل للموسيقار محمد عبد الوهاب قام بإنشاء شركة للإنتاج حصل على جائزة التمثيل عن دوره في فيلم «الذلة الكبرى» وجائزة الملك محمد الخامس وحصل في عام 1967 على وسام العلوم والفنون من الطبقة الأولى ثم حصل على جائزة الدولة التقديرية ابنه الملحن أحمد الكحلاوي وقد اهتم بالإنشاد الديني والاغنية الشعبية ومن اغانيه الشهيرة «لاجل النبى» «يا قلبى صلى على النبى» «خليك مع الله» «نور النبى» و«خللى السيف يجول».
هو صاحب الملحمة النبوية أو «مداح الرسول» كما كان يحب أن يُنادى، المطرب الذي سلك طريق العبادة والزهد وسخّر الفن ليكون طريق دعوة وحض على الفضيلة، وهو أيضًا الفنان صاحب القدرات المتعددة الذي تنوع بين الغناء البدوي والشعبي والديني وكذلك في التمثيل، وكان له شرف الريادة والسبق في كل ألوان الغناء التي اشتهر بها ثم تبعه المريدون!.

## الصدفة وطريق الشهرة
كان الفتى الكحلاوي يقضي وقته بين الغناء ولعب كرة القدم التي تميز فيها حتى أصبح في وقت لاحق كابتن فريق نادي السكة الحديد، كما كان يلازم نادي الزمالك ونادي الترسانة في كل سفرياتهم. لعبت الصدفة لعبتها عندما كان يعمل كومبارس في فرقة عكاشة. تأخر مطرب الفرقة زكي عكاشة في ذلك الوقت، فطلب منظم الحفلة من الكحلاوي الغناء لتسلية الجمهور الذي تجاوب معه لدرجة أفزعته فهرب من الحفل!.
سافر مع فرقة عكاشة للشام دون علم خاله وكان لا يزال طفلاً وعادت الفرقة بعد شهرين وتخلف هو هناك لثماني سنوات في بلاد الشام، تنقل فيها بين بلادها ليتعلم الغناء العربي الأصيل ويتقن خلالها اللهجة البدوية وإيقاعاتها وغناء الموال والعتابة وطرح الجول. ثم عاد إلى مصر شابًّا يافعًا في العشرين من عمره، خرج من بيته بحوالي عشرين قرشًا وعاد ومعه حوالي 38 ألف جنيه وهي ثروة ضخمة وقتها.

## رائد الأغنية البدوية
اتجه الفنان الشاب إلى الغناء البدوي الذي تعلمه جيدًا أثناء سفره فكوّن في بداية حياته ثلاثية جميلة مع بيرم التونسي بالكتابة وزكريا أحمد بالتلحين وهو بالغناء. بدأ محمد الكحلاوي التمثيل نجمًا فكان أول أفلامه من إنتاج «أولاد لامة» وبطولة كوكا وسراج منير الذي تصدر أفيشاته رغم أنه لم يظهر سوى في مشاهد معدودة.
وقد كوّن الكحلاوي ثاني شركة إنتاج في الوطن العربي وهي «شركة إنتاج أفلام القبيلة» أراد بها صناعة سينما بدوية فتخصصت في الأفلام العربية البدوية مثل «أحكام العرب» و«يوم في العالي» و«أسير العيون» و«بنت البادية»، وغيرها والتي شارك فيها بالتمثيل واعتبرت هذه الأفلام بداية لعملية تمصير الفيلم العربي والذي كان يعتمد من قبل على النصوص الأجنبية المترجمة، وقد قدم في هذه التجربة نحو 40 فيلمًا.

## الاعتكاف للأغاني الدينية
كانت مرحلته الأخيرة بالغناء الديني التي مثلت حوالي نصف إنتاجه الفني، فقد لحّن أكثر من 600 لحن ديني من مجمل إنتاجه الذي قارب 1200 لحن، ولم تكن الأغنية الدينية تعرف بمفهومها الحالي؛ إذ اقتصرت في ذلك الوقت على التواشيح الدينية، ولكنه وضع أسسها وأصبحت الأغنية الدينية تغنى بنوتة موسيقية وفرقة كاملة وقد تلون في غنائه بين الإنشاد والغناء والسير والملاحم والأوبريتات، فقد قدم «سيرة محمد» و«سيرة السيد المسيح» و«قصة حياة إبراهيم الخليل». ولمع الكحلاوى في الغناء الديني ولاقت أغانيه حفاوة عند جمهوره وأصبحت تذاع في كل المناسبات الدينية، ومن أشهر أغانيه «لاجل النبي».
رفض الكحلاوي التغني لأي مخلوق إلا لسيد الخلق أجمعين محمد، فلم يغنّ لملك ولا رئيس مثلما فعل كل المطربين
ولم يكن الكحلاوي يؤمن بفكرة الفن للفن، بل كان يرى أن الفن لا بد أن يساير الأحداث والمواقف الإنسانية؛ لذا فحين بدأت حرب 48 وهجرة اليهود وأحدقت المخاطر بفلسطين كان أول من نادى بالوحدة وأنشد العديد من الأغاني الوطنية باللهجة العربية البدوية، ومن هذه الأغاني «على المجد هيا يا رجال»، «وين يا عرب»، «خلي السيف يجول» و«كريم جواد» و«يا أمة الإسلام»، وغيرها... فنراه يشحذ الهمم قائلاً:
يا أمة التوحيد من كل فج بعيد
هبوا بعزم شديد ورجعوا اللي كان
يا أمة العربان...
وفي انتصارات أكتوبر 1973 غنى:
على نورك قمنا وعدينا يا رسول الله
من بدري كتايب حوالينا كبروا لله...
وهنا نلاحظ أنه يستدعي روح محمد حتى في أغانيه الوطنية.
حصل الكحلاوي على شيء من التكريم -الذي لا يتناسب مع إبداعه وإضافاته للفن- فقد حصل على جائزة التمثيل عن دوره في فيلم «الزلة الكبرى»، وجائزة الملك محمد الخامس، وحصل في عام 1967 على وسام العلوم والفنون من الطبقة الأولى، ثم حصل على جائزة الدولة التقديرية، هذا بالإضافة إلى العديد من الأوسمة والنياشين، ويسعى ابنه الفنان أحمد الكحلاوي حاليًا لإنشاء متحف لأبيه يضم أوسمته وملابسه وصوره النادرة التي سيضمها المتحف الذي سيقام بجوار مسجده بمنطقة الإمام.
وقد انتابت الكحلاوي روح ايمانية جارفة وهو الذي أدى فريضة الحج 40 مرة متواصلة فلم يقطع الحج أربعين عامًا متواصلة، حيث هجر عمارته المطلة على النيل في حي الزمالك الراقي وبنى مسجدًا يحمل اسمه وسط مدافن الإمام الشافعي وبنى فوقه استراحة وسكنها وبنى كذلك مدفنه فيه!. وبدأت خلواته في جامعه ثم امتدت معه في أوقات قضائه للعمرة التي أدى مناسكها عشرات المرات، وقد توفاة الله في الخامس من أكتوبر 1982، وهو في حياته لم يندم على شيء سوى الفترة التي قضاها في عدم طاعة الله وكان يطلق عليها «جاهلية محمد الكحلاوي».
لأجل النبي
ملحمة المولد النبوي

### أعماله
- بنت البادية فيلم 1958
- كابتن مصر فيلم 1955
- خليك مع الله فيلم 1954
- الصبر جميل فيلم 1951
- أنا وأنت فيلم 1950
- مبروك عليكى فيلم 1949
- أسير العيون فيلم 1949
- ابن الفلاح فيلم 1948
- أحكام العرب فيلم 1947
- يوم في العالي فيلم 1946
- المغني المجهول فيلم 1946
- الزلة الكبرى فيلم 1945
- حسن وحسن فيلم 1945
- ابنتى فيلم 1944
- طاقية الإخفاء فيلم 1944
- رابحة فيلم 1943
- جوهرة فيلم 1943
- عايدة فيلم 1942
- بحبح في بغداد فيلم 1942
- عريس من استانبول فيلم 1941
- حياة الظلام فيلم 1940
- العزيمة (الحارة) فيلم 1939
- تيتاوونج فيلم 1937
- عنتر أفندي فيلم 1935

## وصلات خارجية
- محمد الكحلاوي على موقع IMDb (الإنجليزية)
- محمد الكحلاوي على موقع الدهليز
- محمد الكحلاوي على موقع قاعدة بيانات الأفلام العربية